# Tombe du Facteur Cheval
La tombe du Facteur Cheval est la sépulture de Ferdinand Cheval, construite par lui-même dans le cimetière de Hauterives.  « Le tombeau du silence et du repos sans fin », comme le nomme le facteur Cheval, est classé au titre des monuments historiques par arrêté du 23 mai 2011.
Outre ce Tombeau du silence et du repos sans fin et le Palais idéal, le facteur Cheval a également construit la Villa Alicius, soit un total de trois monuments classés au titre des monuments historiques.

## Situation et description

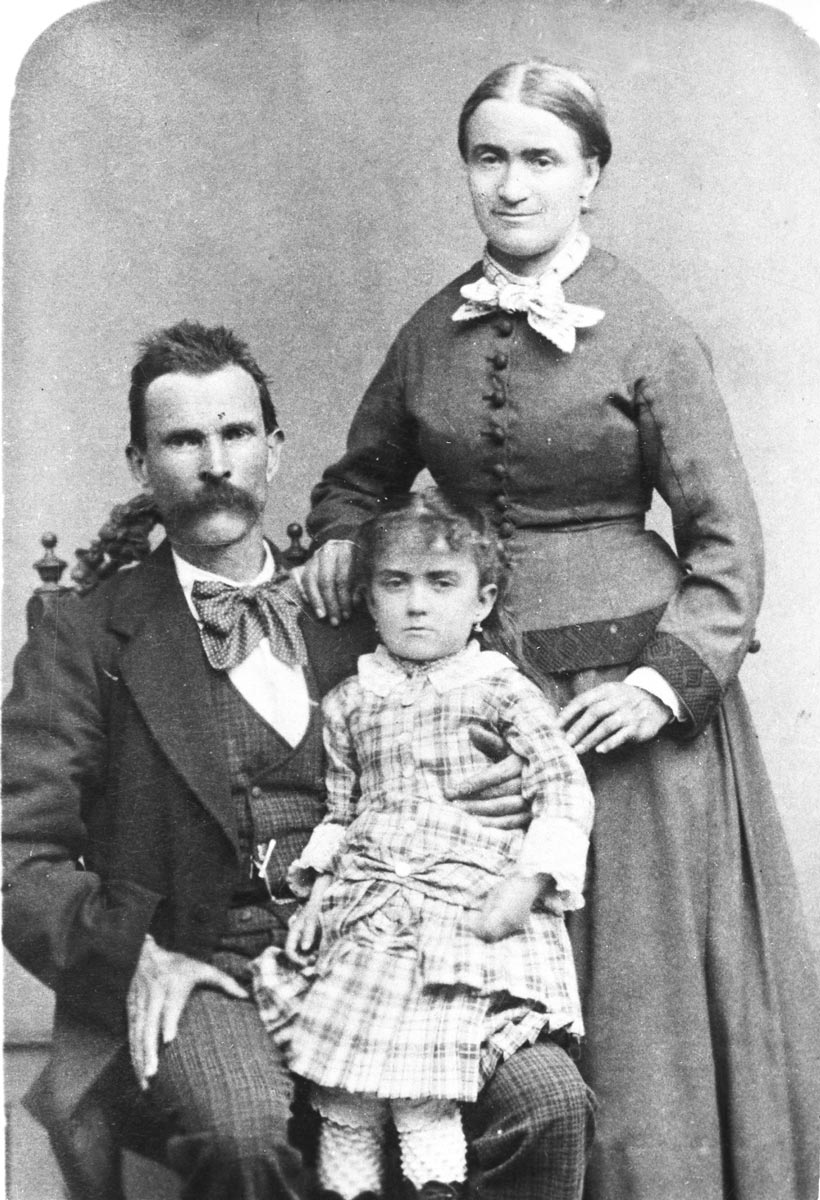
Ferdinand Cheval avec son épouse Philomène et sa fille Alice (1885).

### Situation
La tombe est installée près de l'entrée principale du cimetière communal de Hauterives, dans le département de la Drôme. 
Selon les références toponymiques fournies par le site géoportail de l'Institut géographique national, ce cimetière est, plus précisément situé au sud du bourg, au bout du chemin des maréchaux et de l'ancienne église, non loin des rives de la Galaure, petite rivière qui s'écoule vers le Rhône depuis le plateau de Chambaran. Le nom de ce cours d'eau viendrait du terme ancien Galauara, basé sur la racine hydronymique pré-celtique gal signifiant « pierre ».

### Description
Sépulture la plus remarquable et la plus visible de ce petit cimetière rural, le tombeau du facteur Cheval est une œuvre nettement plus modeste que le Palais idéal, bien qu'elle soit plus chargée avec un travail du ciment plus spontané et plus libre. Elle est aussi de conception plus tardive.
D'accès libre (aux heures d'ouverture du cimetière), le visiteur peut y retrouver le style d'architecture du Palais, ainsi que le travail des coquillages. Les façades sud et est sont les plus remarquables. Une des rares références chrétiennes inscrites sur ce tombeau consiste dans la présence des lettres J-M-J (signifiant Jésus - Marie - Joseph). Il est également coiffé d'une croix.
Ce tombeau a bénéficié du classement au titre des monuments historiques, par arrêté du 23 mai 2011. Il accueille les restes de Ferdinand Cheval, de son épouse Marie Philomène Richaud (1838 - 1914) et de sa fille Alice Marie Philomène Cheval (1879 - 1894).

## Historique

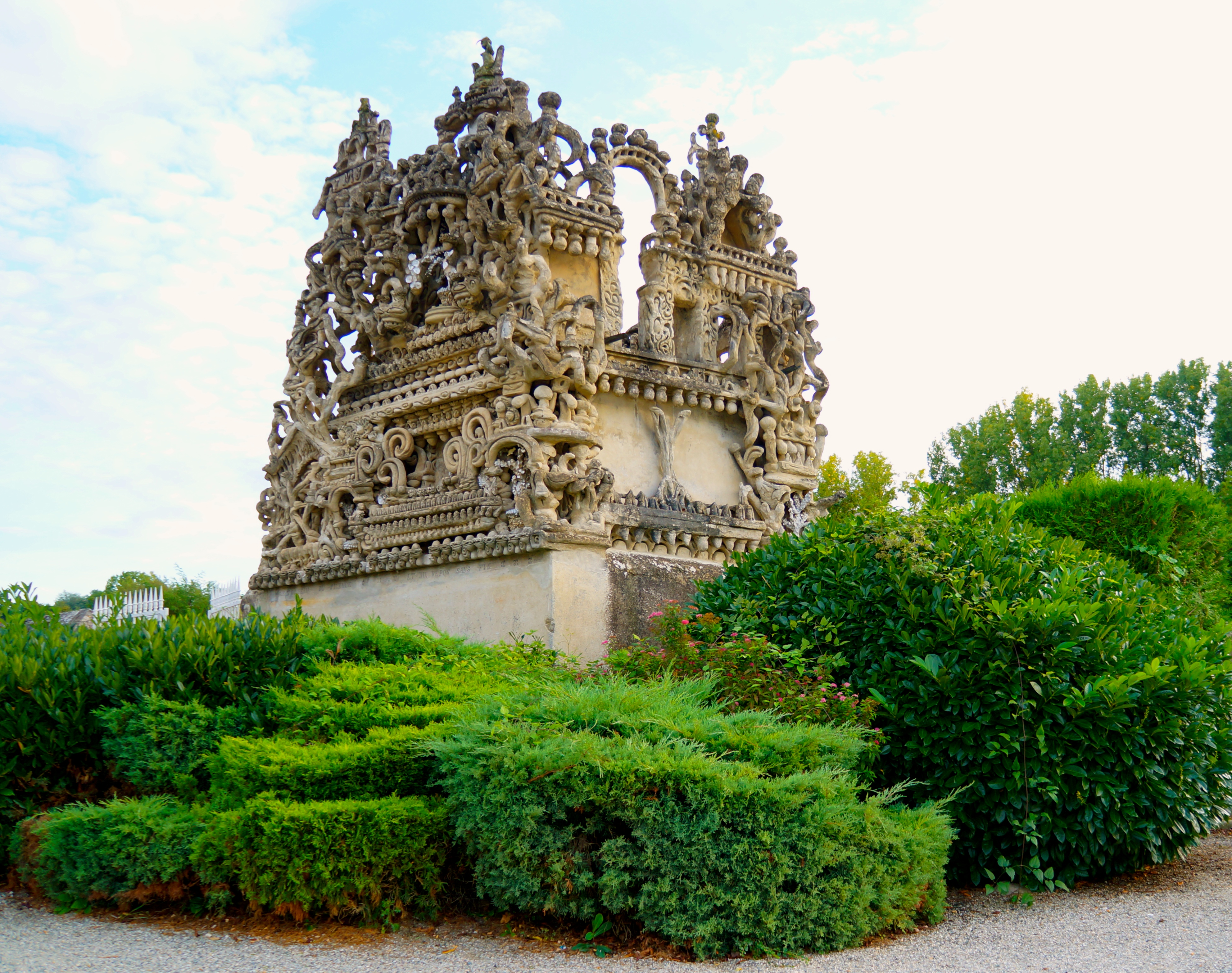
Tombeau, vu de l'extérieur

Désireux d'abord de se faire inhumer dans son Palais idéal, Ferdinand Cheval se heurte à la législation française en la matière . Il réexploite son projet initial d'une tombe d'inspiration égyptienne au décès de sa fille en 1894, et lui construit une chapelle funéraire en ciment, pierres et coquillages, surmontée d'une croix.
En 1914, alors qu'il approche de ses 78 ans, il achète une concession dans le cimetière et se consacre pleinement à la construction de sa propre tombe, après avoir déplacé le monument de sa fille. Le travail durera jusqu'en 1922.

« Après avoir terminé mon Palais de rêve à l'âge de 77 ans et 33 ans de travail opiniâtre, je me suis trouvé encore assez courageux pour aller faire mon tombeau au cimetière de la paroisse. Là encore, j'ai travaillé huit années d'un dur labeur, j'ai eu le bonheur d'avoir la santé pour achever à l'âge de 86 ans le “Tombeau du Silence et du Repos sans fin". »

— Témoignage du Facteur Cheval, additif au cahier de 1914
Mort en 1924, il est inhumé dans la tombe qu'il avait terminée deux ans auparavant.
En 1994, la commune de Hauterives prend en main la gestion et l'héritage du facteur Cheval, en l'occurrence le palais idéal et la tombe. Elle décide, à l'unanimité du conseil municipal, que la concession à l'origine pour 15 ans renouvelables devient perpétuelle, en reconnaissance du patrimoine légué à la commune et qui contribue à son rayonnement, non seulement culturel et touristique, mais aussi financier.